# Ходжаминасов, Тархан Агамалович
Князь (с 1857) Тархан Агамалович Ходжаминасов  (28 мая 1825, Тифлис — 1909, вероятно, там же) — русский военачальник, инженер-генерал (1897).

## Биография
Родился 28 мая 1825 года в Тифлисе в армянской семье, происходящей из зажиточного купечества Джульфы (Персия) и возведённой царём Грузии Ираклием II в княжеское достоинство в 1775 году под фамилией Ходжаминасашвили. 
В Российской империи 7 июня 1857 года в Высочайше утвержденный второй дополнительный список княжеских родов Грузии были внесены Агамал Минасович Ходжминасов и дети его: Тархан, Григорий, Яков и Анна Ходжаминасовы. Таким образом, Тархан Ходжаминасов был официально утверждён в княжеском достоинстве вместе с отцом в возрасте 32 лет. Вероисповедания армяно-григорианского.
Образование получил в Санкт-Петербурге в 1839—1845 годах, где окончил сперва Главное инженерное училище, а затем Николаевскую инженерную академию, откуда был в 1845 году выпущен подпоручиком в инженерные войска Отдельного Кавказского корпуса.
В 1851 году принимал участие в боевых действиях против горцев. В 1857—1865 годах возглавлял инженерное отделение главного штаба Отдельного Кавказского корпуса, полковник (1864). В 1865—1875 годах занимал должность инспектора инженерного ведомства Кавказского военного округа, генерал-майор (1875). В дальнейшем состоял по Кавказскому округу без определённой должности. Генерал-лейтенант (1882). Уволен в отставку с чином инженер-генерала (1897). 
Генерал князь Ходжаминасов был женат на Софье Соломоновне Коргановой, сестре генерала от кавалерии Адама Соломоновича Корганова. В этом браке родилось четыре дочери. В старости проживал с семьёй в Тифлисе в собственном доме, избирался гласным Тифлисской городской думы.
Имел ордена вплоть до ордена Белого Орла (1893). 
Скончался в 1909 году.

## Награды
- Орден Святой Анны 3 степени (1852).
- Орден Святого Станислава 2 степени (1859).
  - Императорская корона к ордену Св. Станислава II степени (1859).
- Орден Святой Анны 2 степени (1863).
  - Императорская корона к ордену Св. Анны II степени (1866)
- Орден Святого Владимира 4 степени с бантом (1869; за выслугу лет).
- Орден Святого Владимира 3 степени (1872)
- Орден Святого Станислава 1 степени (1879).
- Орден Святой Анны 1 степени (1884).
- Орден Святого Владимира 2 степени (1890).
- Орден Белого Орла (1893).